# 피콜

피콜의 구성 요소

피콜 (파이콜, Ficoll)은 중성의 고분자량의 친수성이 높은 다당류로, 수용성 용액에 쉽게 녹는다. 피콜의 반지름은 2-7nm이다. 피콜은 다당류와 에피클로로 히드린(epichlorohydrin)의 반응에 의해 제조된다. Ficoll은 GE Healthcare 회사 소유의 등록상표이다.
피콜 (Ficoll)은 혈액을 구성성분 (적혈구, 백혈구 등)으로 분리하기 위해 생물학 실험실에서 사용되는 피콜 - 파크(Ficoll-Paque)의 일부이다. Ficoll-Paque는 일반적으로 원추형 튜브의 바닥에 놓고, 혈액을 Ficoll-Paque 위에 천천히 쌓는다. 원심 분리 후 원추형 관에서 위에서 아래로 다음과 같은 층이 보인다 : 혈장 및 기타 성분, 버피 코트(PBMC/MNC), Ficoll-Paque 및 적혈구 및 펠렛 형태로 존재하는 과립구. 이렇게 분리하면 PBMC를 쉽게 채취 할 수 있다. PBMC 또는 피콜 - 페이크 층에 적혈구 트래핑 (적혈구 및 과립구의 존재)이 일어날 수 있다. 주요한 혈액응고 가 PBMC 층에서 발생할 수 있다. EDTA와 헤파린은 응고를 막기 위해 Ficoll-Paque (TM)와 함께 사용되며 단핵 세포 분리기로 사용된다.
한때, 장기이식에 의한 당뇨병 치료 연구 초기에, Ficoll은 콜라겐 분해 효소(collagenase)에 소화된 췌장 조직으로부터 랑게르한스 섬을 분리하기 위해 사용되었다. 그 이론은 분리 된 섬이 제 1 형 당뇨병 환자에게 이식을 위해 사용될 수 있다는 것이었다. 실제로는 Ficoll을 사용하면 사람의 안전하고 효과적인 췌도 이식을 위해 원래 조직에서 충분한 랑게르한 독소를 회복하여 충분히 순수한 섬의 준비를 얻는 것이 어려웠다.
Ficoll-Paque 레이어링은 매우 느린 과정이기 때문에, 가장 시간이 많이 걸리는 단계에서 도움이되는 장치인 오버레이가 개발되었다. 그러한 제품 중 하나는 Sepicate-50이며, Ficoll-Paque와 혈액 샘플 사이에 물리적인 장벽을 형성하는 다공성 인서트가 들어있는 특수 튜브이다. 이를 통해 혈액 샘플을 인서트로 빠르게 피펫 팅하여 Ficoll-Paque에 직접 오버레이 할 필요가 없다. SepMate 인서트는 또한 원심 분리 단계의 지속 시간을 줄여 주며, 원심 분리 후 플라즈마와 PBMC가 포함된 상단 레이어를 새 튜브에 부을 수 있다. 다른 장치는 다공성 고밀도 폴리에틸렌 장벽 또는 "프릿 (frit)"을 함유하는 컬럼을 포함한다. 이 제품들은 다당류와 혈액을 혼합하지 않고 훨씬 빠르게 혈액을 쌓을 수 있게 한다. 그러한 제품의 예는 Sigma Aldrich가 판매하는 "Accuspin System Histopaque-1077"이다. 이 제품의 가격은 기본 Ficoll 및 Ficoll-Paque 제품보다 훨씬 비싸다. 또한 혈액 수집에 사용된 베큐테이너(Vacutainer)에 포함된 Ficoll-Paque 분리 시스템을 가질 수도 있다. 그런 베큐테이너는 혈액 물질을 모으기 위한 편의성 및 안정을 증가시키며, 기본 베큐테이너 보다 50배 정도 더 비싸다.